# Aneta Konik
Aneta Konik (ur. w Nysie) – polska artystka fotograf. Członkini i Artysta Fotoklubu Rzeczypospolitej Polskiej Stowarzyszenia Twórców (AFRP). Członkini, wiceprezes Zarządu Ogólnopolskiej Fotograficznej Grupy Twórczej Art Fokus 13.

## Życiorys
Aneta Konik absolwentka Uniwersytetu Opolskiego, związana z ogólnopolskim środowiskiem fotograficznym – mieszka, pracuje, tworzy w Nysie. Miejsce szczególne w jej twórczości zajmuje fotografia krajobrazowa, fotografia pejzażowa, fotografia portretowa, fotografia reportażowa. Z fotografią artystyczną jest związana od 2010 roku. Jej fotografie były publikowane między innymi w magazynie National Geographic Polska, w magazynie fotograficznym Camerapixo, w miesięczniku Foto-Video oraz w publikacjach albumowych. 
Aneta Konik jest autorką i współautorką wielu wystaw fotograficznych w Polsce i za granicą; indywidualnych, zbiorowych, poplenerowych, powarsztatowych. Jej fotografie były doceniane akceptacjami, wyróżnieniami na wystawach pokonkursowych oraz w innych ogólnopolskich i międzynarodowych konkursach fotograficznych (m.in. w Fotoferia International Exhibition, National Geographic Polska). Jest współorganizatorką oraz uczestniczką wielu plenerów fotograficznych. Jest kuratorką wystaw związanych z fotografią. 
W 2012 roku została przyjęta w poczet członków rzeczywistych Fotoklubu Rzeczypospolitej Polskiej Stowarzyszenia Twórców. Decyzją Komisji Kwalifikacji Zawodowych Fotoklubu RP, otrzymała dyplom potwierdzający kwalifikacje do wykonywania zawodu artysty fotografa, fotografika (legitymacja nr 327). Prace Anety Konik zaprezentowano w Almanachu (1995–2017), wydanym przez Fotoklub Rzeczypospolitej Polskiej Stowarzyszenie Twórców, w 2017 roku. W 2018 została uhonorowany Medalem „Za Zasługi dla Fotografii Polskiej” – odznaczeniem przyznawanym przez Kapitułę Fotoklubu Rzeczypospolitej Polskiej Stowarzyszenia Twórców – w 100. rocznicę odzyskania przez Polskę niepodległości (1918–2018). W 2020 odznaczona Brązowym Medalem „Za Fotograficzną Twórczość” – odznaczeniem ustanowionym przez Zarząd i przyznawanym przez Kapitułę Fotoklubu Rzeczypospolitej Polskiej Stowarzyszenia Twórców, w odniesieniu do obchodów 25-lecia powstania Fotoklubu RP.

## Odznaczenia
- Medal „Za Zasługi dla Fotografii Polskiej” (2018)[16]
- Brązowy Medal „Za Fotograficzną Twórczość” (2020)[17]